# Wendake
Wendake es una reserva amerindia de la provincia de Quebec, Canadá y es una de las 47 reservas con las que cuenta dicha provincia. Se encuentra enclavada en la ciudad de Quebec y es atravesada por el río San Carlos. Cálculos gubernamentales estiman que en esta reserva habitaban 2022 habitantes . Wendake es una división administrativa especial que no hace parte de ningún condado régional de la provincia. Como reserva, hace parte de la région administrativa de la Capitale-Nationale (en francés, Capital Nacional) y hace parte de las circunscrpciones électorales de Chauveau a nivel provincial y de Louis-Saint-Laurent a nivel federal. La población pertenece a la primera nación de los hurones-wendat.